# Agelena consociata
Agelena consociata là một loài nhện trong họ Agelenidae.
Loài này thuộc chi Agelena. Agelena consociata được J. Denis miêu tả năm 1965.